# 角分辨光電子能譜學

角分辨光電子能譜學的實驗過程.

角分辨光電子能譜學 （Angle resolved photoemission spectroscopy，ARPES），是一種直接觀測某固體裡電子結構的方法，通常是利用極高的能量的光子，照射某固體，並且觀察電子的散射，就可以知道某固體裡的電子結構，這種技術對固態物理有很大的幫助。由於這種技術可以顯示其準確度極高，曾經被喻為：一個可以看見電子結構的顯微鏡。(a microscope for where and how the electrons move)而到了今天，角分辨光電子能譜學仍是觀察電子結構的最佳利器。

## 原理
能量守恒：
{\displaystyle E=\hbar \omega -E_{B}-\phi }
- {\displaystyle E} 是出射線電子的動能（可測量值）
- {\displaystyle \hbar \omega } 是总的入射光子能（可测量值）
- {\displaystyle E_{B}} 电子的束缚能,相对于Fermi面
- {\displaystyle \phi } 电子功函数（把电子从样品移出到真空中需要的能量）

与电子动量相比，光子动量太小，常常忽略不计。
当样品表面光滑时，平移对称性要求样品面内电子动量分量可以转化为：
{\displaystyle \hbar k_{i\parallel }=\hbar k_{f\parallel }={\sqrt {2mE}}\sin \theta }
其中，
- {\displaystyle \hbar k_{f}} 是出射線電子的動量（通過測量角度可知)
- {\displaystyle \hbar k_{i}} 是电子初始动量

然而，电子动量的垂直分量{\displaystyle k_{i\perp }}无法保留。典型的处理方法就是假定终态是类自由电子的，这样的话，我们可以得到
{\displaystyle k_{i\perp }={\frac {1}{\hbar }}{\sqrt {2m(E\cos ^{2}\theta +V_{0})}}}
其中， {\displaystyle V_{0}} 表示从真空中能带深度，包括电子功函数{\displaystyle \phi }； {\displaystyle V_{0}}可以仅通过测量垂直表面发射的电子的动能随入射光子能量的函数关系即可。
能量和动量色散关系可以通过解电子束缚能{\displaystyle E}和电子波矢{\displaystyle \mathbf {k} _{i}=\mathbf {k} _{i\parallel }+\mathbf {k} _{i\perp }}的关系式得到。